# سيريفاستاتين
سيريفاستاتين أحد أبرز الأدوية التي تم سحبها من التسويق وإلغاء استخدامها وينتمي إلى مجموعة الستاتين (أو مثبطات إنزيم HMG-CoA) وهي ادوية مخفضة للكوليسترول.
كانت تنتجه شركة باير (Bayer) الألمانية وكان من أهم المنافسين لأتورفاستاتين الذي تنتجه شركة فايزر ألأمريكية خلال أواخر تسعينات القرن الماضي لكن تم سحبه نهائيا عام 2001 بشكل طوعي من قبل الشركة المنتجة بعد تقارير عن حالات وفاة نتيجة الأعراض الجانبية للدواء التي تتضمن حالة تسمى انحلال الربيدات (Rhabdomyolysis) وهي نوع من حالات وهن العضلات إضافة إلى قصور كلوي ناتج عن ذلك.
هذه الأعراض الجانبية تزداد خصوصا عند استخدام الدواء مع أحد الفايبرات مثل جمفبروزيل.